# Philereme vetustata
Philereme vetustata là một loài bướm đêm trong họ Geometridae.